# Maghadena duberneti
Maghadena duberneti là một loài bướm đêm trong họ Noctuidae.